# 鰭甲魚目
鰭甲魚目（學名：Pteraspidiformes）是鰭甲魚綱的一個目。

## 特徵
鰭甲魚目的外骨骼由覆蓋在頭鰓區的骨板和覆蓋在軀幹及尾部的鱗片組成。